# Первый и второй методы Ляпунова
Все способы исследования устойчивости, развитые А. М. Ляпуновым в работе, разделены им на два метода (две категории).
К первому методу отнесены все способы исследования устойчивости, «которые приводятся к непосредственному исследованию возмущенного движения, и в основании которых лежит разыскание общих или частных решений дифференциальных уравнений.
Вообще эти решения придется искать под видом бесконечных рядов. . . Это суть ряда, расположенные по целым положительным степеням постоянных произвольных. Но далее мы встретимся также и с некоторыми рядами другого характера».
Иногда метод линеаризации также называют первым методом Ляпунова. Однако это не так: теоремы об асимптотической устойчивости и неустойчивости по первому приближению можно доказать, применяя способы исследования как первого так и второго методов Ляпунова.
Ко второму методу А. М. Ляпуновым отнесены все способы исследования устойчивости, в основании которых лежит отыскание функций переменных u, t «по некоторым данным условиям, которым должны удовлетворять их полные производные по t, составленные в предположении, что» u = u(t) есть функция, удовлетворяющая уравнению
ẋ = F(x, t). (1)
Второй метод Ляпунова часто называют прямым методом. Способы исследования устойчивости, относящиеся как к первому, так и ко второму методу до Ляпунова использовались в частных случаях А. Пуанкаре в работе. Как отмечал сам А. М. Ляпунов в своей диссертации: «Хотя Пуанкаре ограничивается очень частными случаями, но методы, которыми он пользуется, допускают значительно более общие приложения и способны привести ещё ко многим новым результатам. Идеями, заключающимися в названном мемуары, я руководствовался при большей части моих изысканий».
Первый метод А. М. Ляпунова позволил ему получить ряд весьма глубоких и важных результатов. В качестве примера отметим теорию условной устойчивости, развитую им в работе на основе первого метода. Одно из достоинств данного метода состоит в том, что он работает в наиболее тонких случаях и позволяет не только указать качественную картину изучаемого явления, но и построить явный вид исследуемых решений.
В основу своего второго метода Ляпунов кладет несколько основных установленных им теорем. Эти теоремы оказались настолько эффективными, что с их помощью удалось исключительно просто разрешить задачу устойчивости по первому приближению. Вместе с тем, они позволили Ляпунову рассмотреть и некоторые основные критические случаи, когда первое приближение не решает задачи устойчивости.
В настоящее время из двух методов прямой метод Ляпунова получил наибольшее распространение благодаря своей простоте и эффективности.

## Теоремы прямого (второго) метода Ляпунова об устойчивости
Мы приведем здесь теоремы об устойчивости нулевого решения возмущённой системы в пространстве {\displaystyle \mathbb {R} ^{n}} в частном случае, когда она автономна, то есть имеет вид:
{\displaystyle u'=f(u)}. (2)
При этом предполагается, что {\displaystyle f(0)=0}, так что {\displaystyle u_{0}(t)=0} является решением этого уравнения. К этой задаче приходим, изучая устойчивость
равновесия автономной системы
{\displaystyle {\dot {x}}=F(x)}. (3)
Для любой непрерывно дифференцируемой функции V(u), определённой в некоторой окрестности D точки 0 ꞓ Rn, определим V — производную функции V(u) в силу дифференциального уравнения (2), полагая
{\displaystyle V'=gradV(u)*f(u)=\sum _{j=1}^{n}{\frac {dV(u)}{du_{j}}}*f_{j}(u)}. (4)
Если u(t) — любое решение уравнения (2), то справедлива формула
{\displaystyle {d \over dt}V(u(t))=V'(u(t))}. (5)
которая и подтверждает целесообразность определения (4).
- Определение 1.

Функция V(u) называется знакоположительной в области D, если V(0) = 0, V(u) ≥ 0 для всех u из области ее определения D (D — некоторая окрестность нуля в Rn).
- Определение 2.

Функция V(u) называется определенно положительной (или положительно определенной), если она знакоположительна u, сверх того, V(u) > 0 для любого u ꞓ D отличного от 0.
Аналогично определяются знакоотрицательные и определённо отрицательные функции.
- Определение 3.

Функция V называется знакопостоянной, если она знакоположительна или знакоотрицательна.
- Определение 4.

Функция V называется знакоопределенной, если она положительно определенная или отрицательно определенная.
- Определение 5.

Если функция V принимает в области D значения как положительного знака, так и отрицательного, то в этом случае V называют знакопеременной функцией.
В приводимых ниже теоремах 1-4 предполагается, что V(u) — непрерывно-дифференцируемая функция, определённая в некоторой окрестности D точки 0 ꞓ Rn; используется обозначение V'(u) — производная функции V(u) в силу дифференциального уравнения (2).
- Теорема 1 (Теорема Ляпунова об устойчивости).

Если существует определенно положительная функция V(u), производная которой V'(u) знакоотрицательна, то u0(t) — устойчивое решение уравнения (2).
- Теорема 2 (Теорема Ляпунова об асимптотической устойчивости).

Пусть существует определенно положительная функция V(u), производная которой V'(u) является определенно отрицательной функцией. Тогда u0(t) — асимптотически устойчивое решение уравнения (2).
- Теорема 3 (Теорема Барбашина-Красовского об асимптотической устойчивости[3][4]).

Если существует положительно определённая функция V(u) такая, что V'(u) < 0 вне M и V'(u) ≤ 0 на M, где M — множество, не содержащее целых траекторий уравнения (2), кроме точки нуль, то нулевое решение u0(t) уравнения (2) асимптотически устойчиво.
- Определение 6.

Функция V(u) называется бесконечно большой, если для любого положительного числа K > 0 существует R > 0 такое, что из |u| > R следует, что |V(u)| > K.
Теорема 4 (об асимптотической устойчивости в целом). Если существует определённо положительная бесконечно большая функция V(u), производная которой V'(u) является определённо отрицательной функцией во всем пространстве, то нулевое решение u0(t) уравнения (2) асимптотически устойчиво в целом.
Функции, удовлетворяющие теоремам 1-2 прямого метода Ляпунова, называют функциями Ляпунова. Существование надлежащей функции Ляпунова является достаточным условием устойчивости или асимптотической устойчивости решения.